# UOL HOST
O UOL HOST é um hub de soluções destinado a desenvolvedores e pequenas e médias empresas. É um dos principais players do mercado e oferece serviços online com a credibilidade do Grupo UOL.
Ricardo Leite é o diretor de Produtos B2B do UOL, incluindo UOL Host.

## Histórico
O UOL HOST foi fundado em 2008. Entre 2008 a 2009, o UOL HOST comprou as empresas de hospedagem Plug In, SouthTech, Digiweb e CreativeHOST. Ainda em 2009, comprou a Insite, 4ª maior provedora de hospedagem de sites do Brasil, e passou a oferecer Hospedagem de sites, Loja virtual, E-mail Marketing, Registro de Domínios e servidores. No mesmo ano, recebeu o prêmio Info Exame na categoria de Hospedagem.
No ano seguinte, o UOL HOST e a DHC Outsourcing compraram a Diveo Broadband Network, empresa americana de outsourcing de tecnologia por R$ 693,5 milhões. Ainda neste ano, o UOL HOST lançou aplicativos do Pacote Office da Microsoft e um aplicativo para automação de escritórios jurídicos em computação em nuvem, o Painel do Advogado.
O UOL HOST firmou parceria com a Traffic Sports e foi o host oficial da Copa América de 2011.
Em 2012, a empresa lançou o Cloud Computing, para gerenciamento de servidores. No ano seguinte, em 2013, o UOL HOST passou a patrocinar o automobilista Átila Abreu, na Stock Car.
No ano de 2014, o UOL HOST lançou o UOL Cloud Gerenciado, uma solução de gerenciamento e monitoramento de servidores Cloud para pequenas e médias empresas e profissionais de tecnologia e a ferramenta de E-mail Marketing para envio de e-mails simultâneos.
No mesmo ano, a empresa lançou a Academia UOL HOST, site gratuito com notícias, e-books, infográficos, artigos e dicas de e-commerce, marketing digital, computação em nuvem e gestão de empresas para profissionais de tecnologia e empreendedores. O UOL HOST também lançou o Site Pronto, plarafroma para criar, configurar e atualizar um site na internet, além de fazer  parceria com o Google e passar a oferecer o gerenciamento de links patrocinados do Google Adwords.

## Produtos
Os produtos para aumentar a presença digital são destinados a empreendedores que querem construir o seu negócio na internet, enquanto os produtos para e-commerce, buscam facilitar as vendas online:
- Registro de domínios;[15]
- Criador de sites: ferramenta para desenvolver sites;[16]
- Hospedagem de sites na internet;[17]
- Cloud: solução inidicada para hospedagem de alto volume de acessos que precisam de flexibilidade para alterar a capacidade sob demanda;[18]
- E-mail profissional;[19]
- E-mail Marketing;[20]
- Office 365: aplicativos empresarias para gerir o negócio;[21]
- Google Workspace: conjunto de recursos para otimizar o negócio;[22]
- Loja VirtUOL: plataforma de e-commerce com foco em divulgação, compartilhamento e vendas[23]
- Vende Fácil: catálogo online para divulgar e compartilhar produtos e serviços;[24]
- Loja Magento: plataforma de e-commerce destinada a empreendedores que já possuem experiência.[25]